# 圖像記譜
圖像記譜(Graphical notation)是音樂記譜法的其中一種，以圖案、不常用的符號以及文字解釋的形式去描述音樂的演奏方法。當代的實驗音樂為了發掘新的演奏模式，當傳統的音樂符號不足以表達的時候，作曲家常常要創造新的符號去描述演奏方法。
圖像記譜可以是以下一種或多種記譜法的混合：
- 圖像記譜(Graphical score)。以圖像去表達大約的音樂特徵，以下這個例子從左到右代表時間，而上下代表聲音的頻率高低。

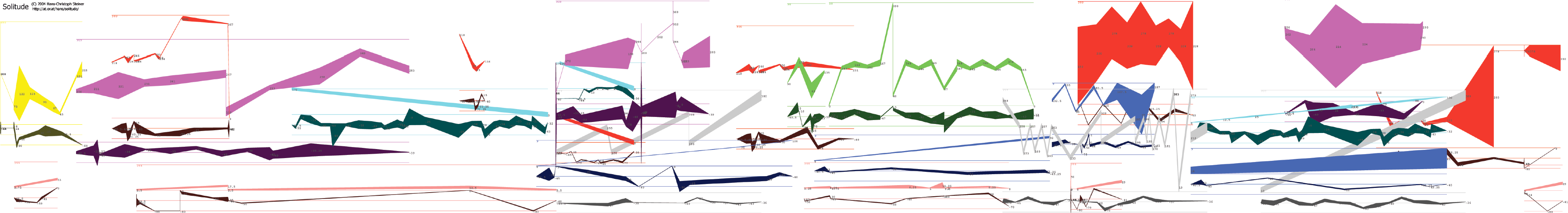
Hans-Christoph Steiner's 的樂曲 Solitude, 以電腦音樂語言Pure data創作

有一些樂譜則介乎傳統五線譜和圖像記譜法之間，例如以譜表的線條高低代表音與音之間相對的高低，但卻並不代表準確的音高：
- 文字記譜(Prose scores)，以文字、或口頭上的指引，去描述樂曲發生的事件，尤其當一些演奏方法並沒有先例的時候，當代的作曲家要以文字詳細地解釋。文字記譜使一些並沒有接受過傳統音樂訓練的人，即使不懂五線譜，也可以透過文字去創作或者演奏音樂。

- 鋼琴捲簾記譜(Piano Roll Notation)，在1950及1960年代開始，一些音樂盒的製造商發明了以打了孔的捲簾去紀錄每個音的位置和長度。這種記譜的模式後來被借用到電腦音樂軟件之中，用以清楚地顯示MIDI檔案內的音樂參數。

## 圖案音樂符號
圖像記譜最常見的模式是以點、線、面或其它的圖案代表音高、音量、長度等等，在1950年代，最早使用圖案符號的先鋒派作曲家有潘德列茨基(Krzysztof Penderecki)和施托克豪森(Karlheinz Stockhausen)以及實驗派作曲家如约翰·凯奇(John Cage)和艾爾·布朗(Earle Brown)等等。最初他們只是運用新的圖案符號，但樂譜的概念和傳統五線譜接近。後來這些作曲家亦發展出更加抽象的圖像記譜法，圖案不一定對應獨特的演奏技巧，而是圖畫去描述音樂大概的感覺，給予演奏者即興演奏的自由，這些音樂亦因此被稱為機遇音樂。
以下是一些以圖案描述演奏方法的例子：
|  | 以線條代表音的長度                                                           |
|  | 以音桿(Beams)代表音和音之間相隔的時間                                        |
|  | 以音符之間的空間代表音和音之間相隔的時間                                     |
|  | 音符從慢到快演奏                                                             |
|  | 音符從快到慢演奏                                                             |
|  | 最高的音/最低的音(無需準確的音高)                                            |
|  | 音群(tone cluster, 又譯作音堆)，一群密集的音高，在這例子裏條線的升降代表滑音 |
|  | 延長記號 (fermata)                                                           |

## 運用圖像記譜的作曲家
比較著名的圖像記譜的作曲家有：
- 艾爾·布朗(Earle Brown)
- 约翰·凯奇(John Cage)
- 喬治·克朗(George Crumb)
- 布萊恩·伊諾(Brian Eno)
- 利盖蒂·捷尔吉(György Ligeti)
- 克里斯托弗·潘德列茨基(Krzysztof Penderecki)
- 卡尔海因茨·施托克豪森(Karlheinz Stockhausen)
- 譚盾(Tan Dun)

## 外部連結
- Pictures of Music at Northwestern University（页面存档备份，存于）
- Bergstroem-Nielsen, Carl: Experimental improvisation and notation practise 1945-1999; Experimental improvisation and notation practise, addenda 2000-. Online bibliographies.
- Real-time interpretation of Rainer Wehinger visualization of Ligeti's electronic work Artikulation （页面存档备份，存于）
- An online collection of graphic scores curated by the New York Miniaturist Ensemble
- Notations21, an anthology of innovative musical notation
- a blog dedicated to graphic scores
- Cuaderno de Yokohama by Llorenç Barber （页面存档备份，存于） The complete series of 17 graphic scores that Barber created in Yokohama (Japan) in 2005. Ràdio Web MACBA （页面存档备份，存于）: Barcelona, 2009.